# Kunda (Estonie)
Pour les articles homonymes, voir Kunda.
 (décembre 2020).
Si vous disposez d'ouvrages ou d'articles de référence ou si vous connaissez des sites web de qualité traitant du thème abordé ici, merci de compléter l'article en donnant les références utiles à sa vérifiabilité et en les liant à la section « Notes et références ».
Kunda est une ville d'Estonie, située au bord du golfe de Finlande. Sa population s'élevait à 3 761 habitants en 2005.

## Histoire
Elle a été fondée le 1er mai 1938. Des fouilles archéologiques ont démontré une présence de l'homme remontant vers 6500 av. J.-C.

## Climat
| Mois                                  | jan.       | fév.       | mars       | avril     | mai       | juin      | jui.      | août      | sep.      | oct.       | nov.       | déc.       | année      |
| ------------------------------------- | ---------- | ---------- | ---------- | --------- | --------- | --------- | --------- | --------- | --------- | ---------- | ---------- | ---------- | ---------- |
| Température minimale moyenne (°C)     | −5,7       | −6,7       | −4         | 0,8       | 5,3       | 10,1      | 13,2      | 12,4      | 8,6       | 4          | −0,2       | −3,2       | 2,9        |
| Température moyenne (°C)              | −3,3       | −4         | −0,8       | 4,4       | 9,8       | 14,4      | 17,5      | 16,5      | 12,2      | 6,7        | 1,9        | −1,1       | 6,2        |
| Température maximale moyenne (°C)     | −1         | −1,2       | 2,6        | 8,8       | 14,7      | 18,9      | 21,8      | 20,9      | 16,1      | 9,5        | 4          | 0,9        | 9,7        |
| Record de froid (°C) date du record   | −33,1 1967 | −34,9 1956 | −27,7 1969 | −19 1960  | −5,3 1953 | −0,2 2003 | 2,9 1992  | 2,7 1987  | −3,4 1968 | −10,6 1979 | −19,7 1992 | −34,9 1978 | −34,9 1956 |
| Record de chaleur (°C) date du record | 9,6 2007   | 11,1 1990  | 15,8 1990  | 27,6 2000 | 33,1 2014 | 34,1 2021 | 33,9 2021 | 34,4 2010 | 29 1992   | 21,2 1981  | 13,7 2015  | 11,8 2015  | 34,4 2010  |
| Précipitations (mm)                   | 38         | 29         | 27         | 29        | 41        | 68        | 61        | 76        | 54        | 61         | 52         | 38         | 573        |
| Nombre de jours avec précipitations   | 9          | 6          | 7          | 7         | 6         | 8         | 9         | 11        | 11        | 11         | 11         | 10         | 105        |
| Humidité relative (%)                 | 87         | 85         | 80         | 75        | 72        | 76        | 78        | 80        | 81        | 83         | 86         | 86         | 81         |

| Diagramme climatique                                  |            |         |          |           |            |            |            |           |        |         |           |
| J                                                     | F          | M       | A        | M         | J          | J          | A          | S         | O      | N       | D         |
| −1−5,738                                              | −1,2−6,729 | 2,6−427 | 8,80,829 | 14,75,341 | 18,910,168 | 21,813,261 | 20,912,476 | 16,18,654 | 9,5461 | 4−0,252 | 0,9−3,238 |
| Moyennes : • Temp. maxi et mini °C • Précipitation mm |            |         |          |           |            |            |            |           |        |         |           |

## Population
1970 : 5 226 (recensement)
1979 : 4 828 (recensement)
1989 : 5 037 (recensement)
2000 : 3 899 (recensement)
2005 : 3 761 (estimation)

## Économie
La ville abrite une cimenterie du groupe allemand HeidelbergCement.

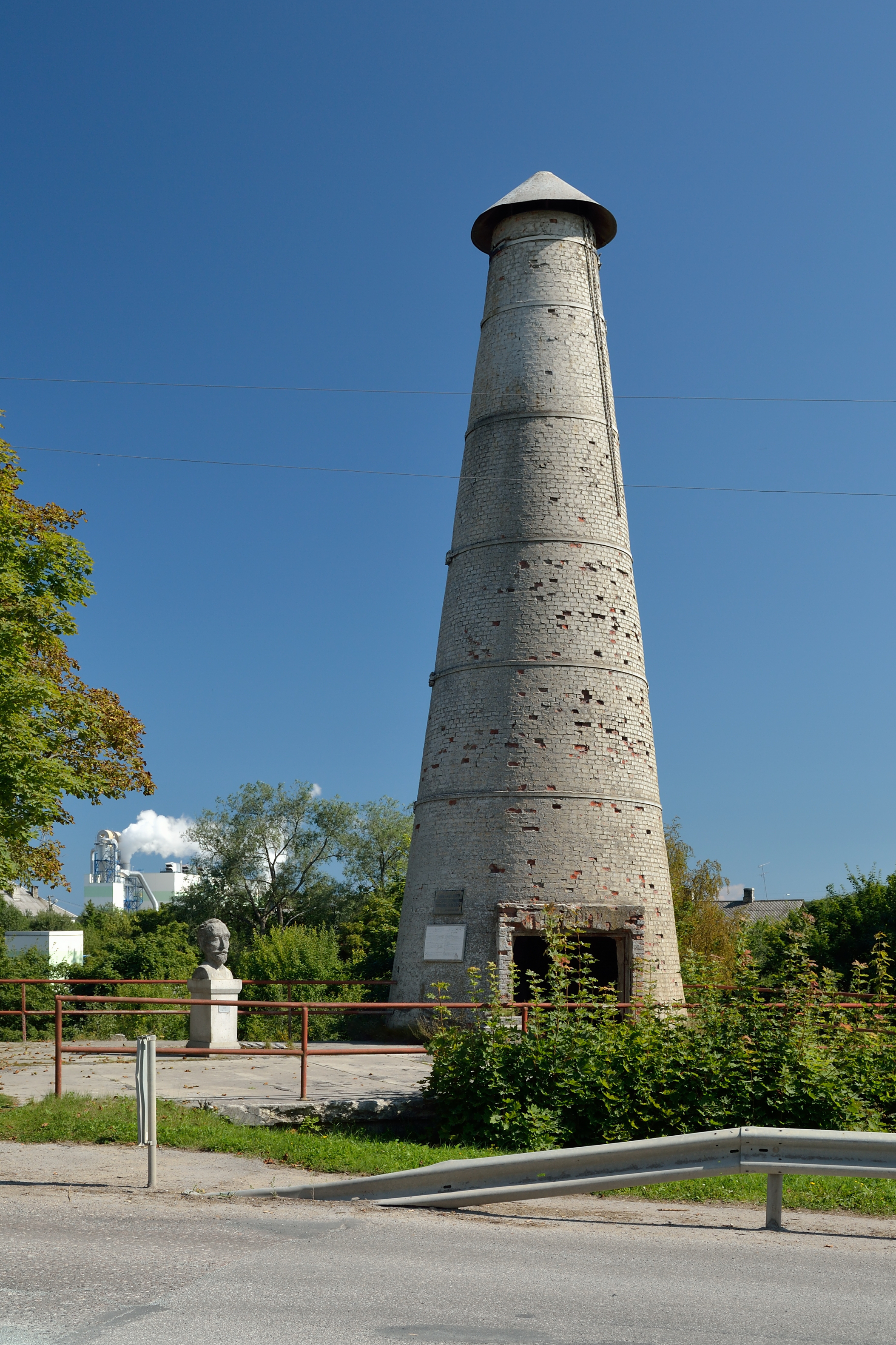
Four de la cimenterie de Kunda.
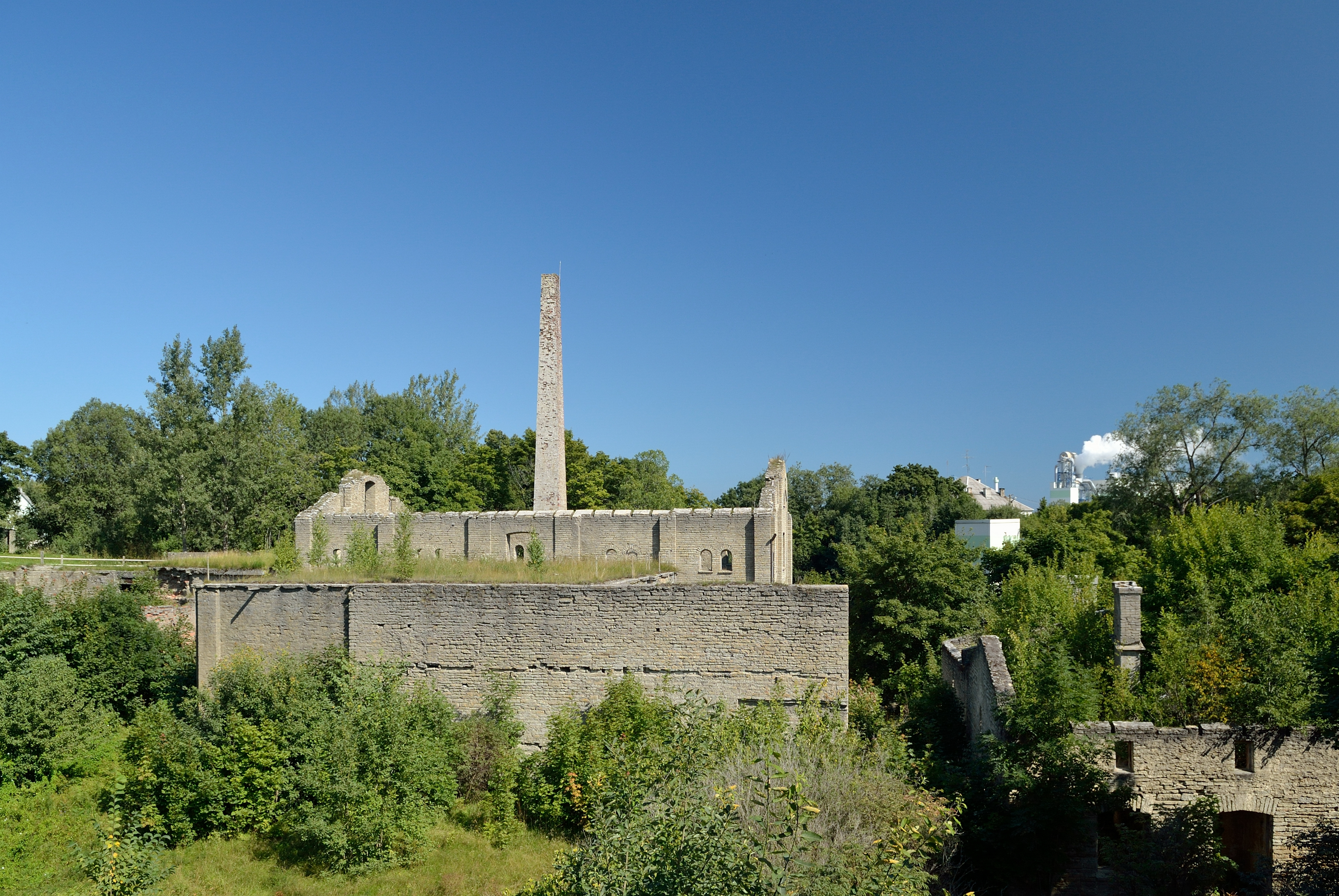
Bâtiment de la cimenterie.
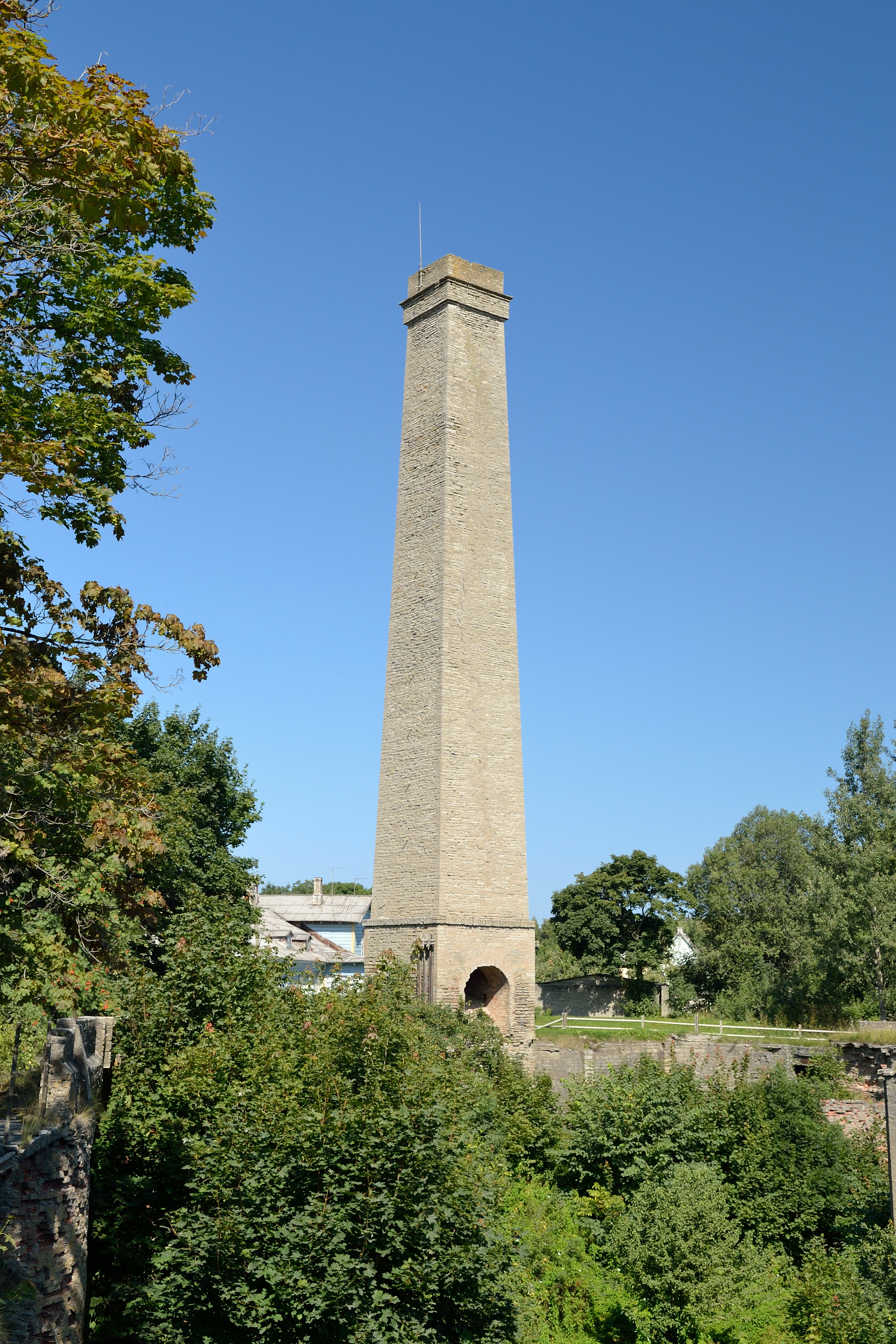
Cimenterie.